# Museo civico diocesano
Il Museo civico diocesano è un museo situato a Penne, in provincia di Pescara, gestito dall'arcidiocesi di Pescara-Penne e fondato nel 1978.
È ospitato in ambienti annessi alla cripta del duomo di Penne (ingresso e cortile, cripta, sala degli argenti, pinacoteca sala dei codici e saletta dei paramenti vescovili), appositamente restaurati.
I materiali esposti comprendono dipinti dalla fine del XIII al XVIII secolo, sculture dal XII al XVIII secolo, oggetti liturgici preziosi dal XIV al XIX secolo, codici dal XIV al XVIII secolo e paramenti vescovili del XVI-XVIII secolo.
Si citano in particolare la testa di una statua di epoca romana, un Cristo deposto del Maestro di Tivoli (XIII-XIV secolo), una Madonna con Bambino e Santo e una Crocifissione attribuiti al Maestro di Offida (XIV secolo), una Madonna del Latte attribuita alla bottega di Arnolfo di Cambio (XIV secolo), la pala di San Giovanni del pittore Samberlotti di Montorio (datata al 1617), San Giovanni scrive l'Apocalisse di Battista Gamba (XVIII secolo), e una serie di ritratti di dame e cavalieri di Malta di Penne (XVI-XVIII secolo). Del percorso di visita fa parte la cripta del duomo con volta affrescata del XIV-XV secolo.

## Il museo civico archeologico "Giovan Battista Leopardi"

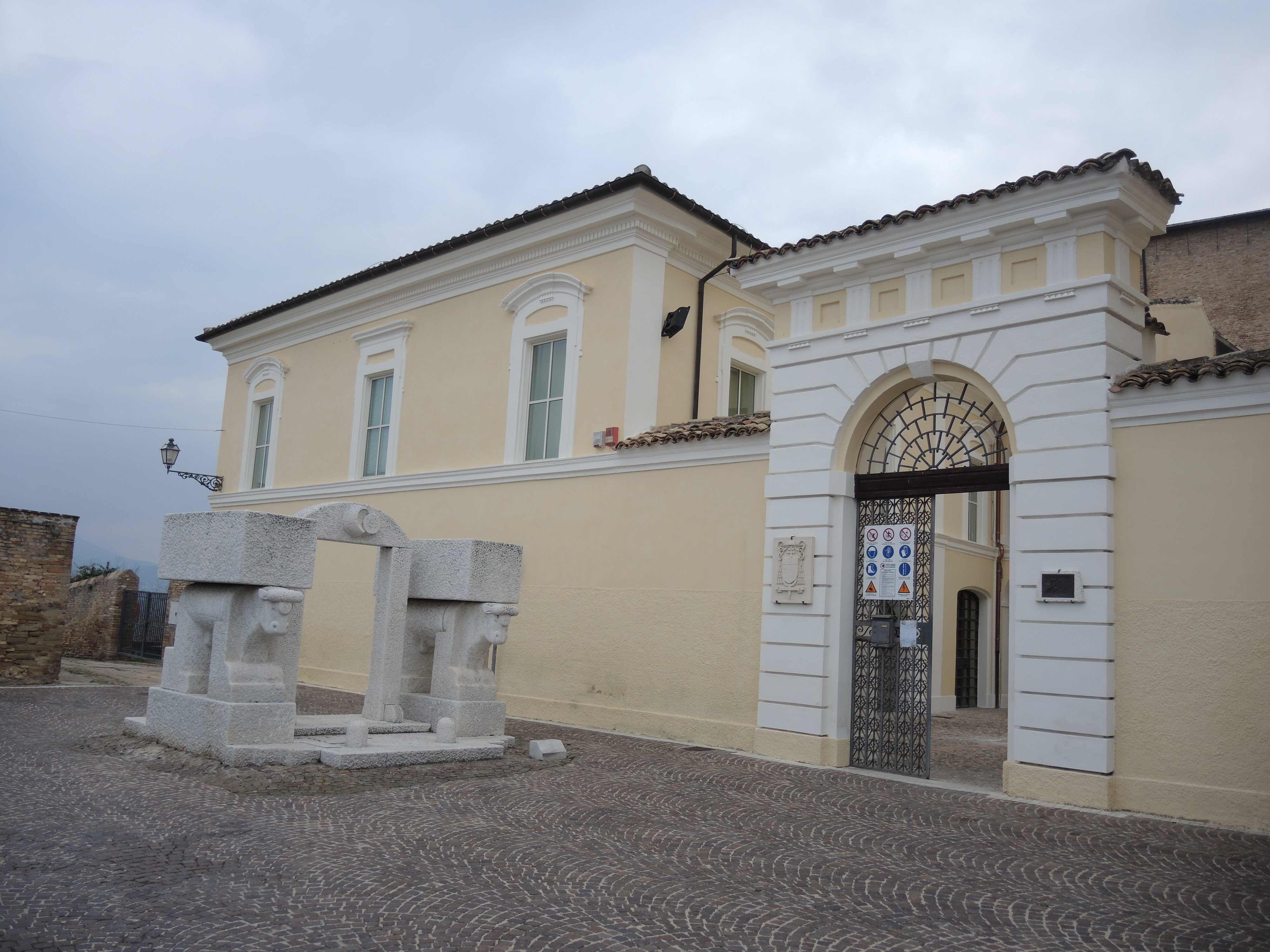
Ingresso al palazzo vescovile e la scultura di Pietro Cascella

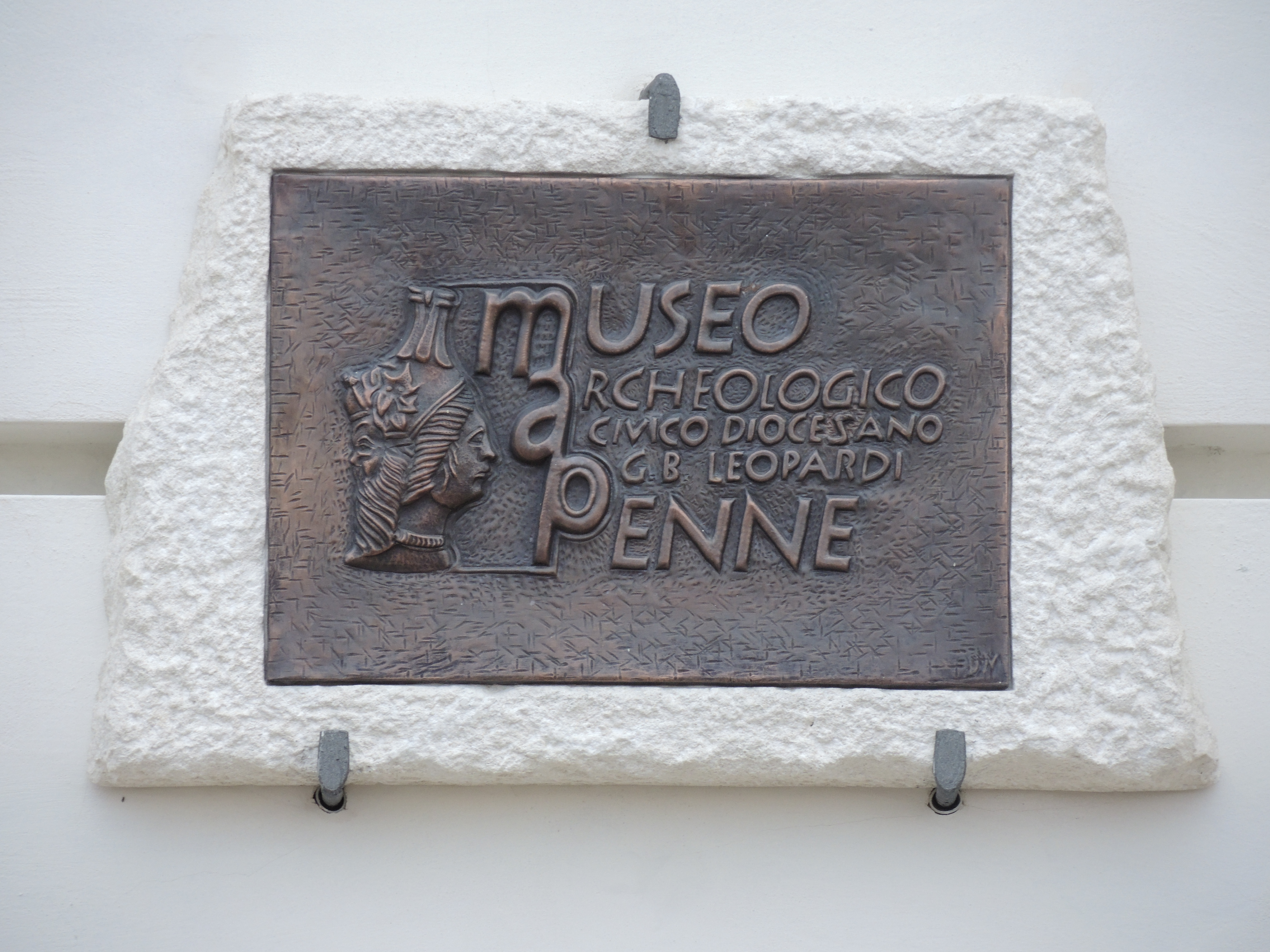
Insegna del museo civico archeologico

Il museo civico archeologico dedicato al filologo barone Giovan Battista Leopardi, il quale negli anni '50 fu attivo in campagne di scavo in Abruzzo, come nella grotta dei Piccioni di Bolognano (PE), è stato allestito nel 2001, presso l'antico palazzo vescovile. 
Grazie al progetto nato in accordo tra il comune di Penne e la Soprintendenza archeologica d'Abruzzo, la diocesi di Pescara-Penne e l'Università degli Studi di Chieti, il palazzo vescovile di Penne, posto accanto al Duomo di San Massimo, che ospitava già il Museo civico diocesano (ora nei locali della cripta), è stato restaurato per il nuovo allestimento. Lo scopo dell'esposizione è quello di illustrare le varie fasi storiche della città di Penne, dall'epoca preistorica e italica, quando Pinnae era la capitale degli italici Vestini trasmontani, che popolavano le vicine città di Angulum (forse Città Sant'Angelo), Castrum Spulturi (Spoltore), sino all'età medievale, con pezzi provenienti soprattutto dalle chiese pennesi, come dalla Cattedrale di San Massimo e dal complesso conventuale di San Domenico.
Il soprintendente Valerio Cianfarani, collega di Giambattista Leopardi, catalogò il materiale rinvenuto nei dintorni di Penne, e della diocesi, altre opere provengono da donazioni di privati, e soprattutto dalla famiglia Leopardi. Il palazzo vescovile dispone anche di una ricca biblioteca  qui accessibile virtualmente, su gelsumino.it., usata sia per lo studio della storia della Diocesi di Penne, con donazioni di Bibbie e libri della storia della Chiesa, che come biblioteca pubblica. Gran parte del patrimonio librario a carattere storico-civile tuttavia si trova nel Palazzo municipale di Piazza Luca da Penne.
Presso l'ingresso al palazzo vescovile, si trova il monumento realizzato da Pietro Cascella nel 2001, in occasione dell'apertura del museo archeologico: "La Porta dei Vestini", ossia un'ara sacra stilizzata con al centro una coppia di buoi, simbolo della venerazione dei Vestini della città antica di Pinnae Vistinorum.

### Sezione archeologica della Collezione Leopardi
La sezione attualmente è l'unica visitabile del complesso museale, in quanto il Museo diocesano del Duomo è chiuso per lavori di consolidamento, insieme alla cattedrale di Penne, a causa del sisma di Campotosto del 2017. Si accede all'ingresso accanto alla struttura del Duomo, dove si trova il monumento di Pietro Cascella.
L'ingresso al museo, allestito nel palazzo vescovile, è dato da una grande sala, l'ex Sala del Capitolo Vescovile, dove si trova un ciclo di affreschi del XVII secolo che mostra, correndo lungo tutto il perimetro rettangolare del salone, tutta la breve cronistoria dei vescovi di Penne, partendo da San Patras, primo vescovo nel I secolo d.C., sino a l vescovo Odescalchi di Como che promosse la crociata contro i Turchi, che scaturirà nella battaglia di Leopanto.
La sezione archeologica proviene dalla ricca collezione del barone Leopardi di Penne, di cui una parte è ancora conservata nella sua casa patrizia accanto al Duomo, e non ancora visitabile al pubblico. Fra i complessi presenti nel museo, ci sono le raccolte del Paleolitico superiore, dato che la raccolta è allestita seguendo una fase cronologica, dalle origini, sino all'epoca dell'impero romano del III-I secc. a.C. I reperti conservati in teche, sono accompagnati da una legenda esplicativa e da pannelli illustrativi, che cercano di mostrare lo stile di vita delle popolazioni neolitiche, e poi italiche nel loro tempo.
- Paleolitico superiore: reperti provenienti da località Campo Le Piane a Montebello di Bertona (PE), un accampamento all'aperto databile 14.000 anni fa. Materiale litico in selce e altre pietre. Vi si trova anche il materiale proveniente dal villaggio di Pulviano, databile tra l'età del bronzo e gli inizi dell'età del ferro.
- Periodo italico dei Vestini (VI-V sec. a.C.): testimonianze di materiale in ceramica e terracotta proveniente da necropoli, corredi maschili e femminili, numerose fibule, anfore, olle, collanine in pasta vitrea e terracotta, alcune di importazione fenicia o etrusca, spade e guaine; il materiale proviene dalle località di Colle Fiorano, Farina-Cardito, Vestea, Montebello di Bertona, Loreto e Nocciano. Le sepolture, di cui una è fedelmente ricostruita in una sala, con il ricco corredo funebre e i calzari in cuoio del defunto, la tomba del cosiddetto "guerriero di Nocciano".
- Periodo ellenistico-romano (IV-I sec. a.C.): materiale consistente in ceramiche non più di importazione etrusca o attica, le ceramiche vengono ormai copiate dai cittadini di Penne, vi si trovano collanine in pasta vitrea più elaborate, e una di importazione fenicia, simile alla testina fenicia conservata anche nel Museo Archeologico Nazionale di Chieti; in una sala vi sono resti di un triclinio, in particolare i manici, le gambe, le decorazioni fitomorfe e animali in avorio, e un pannello illustra una correlazione con il triclinio conservatosi in maniera integrale, rinvenuto nella necropoli di Bazzano (L'Aquila) e conservato al museo di Chieti. Alti pezzi di interesse sono una testa femminile in bronzo, bicefala, una testa di sacerdotessa, e una scultura in pietra calcarea della Majella, rappresentante una matrona romana oppure una sacerdotessa, acefala, rinvenuta nella campagna pennese nel 2011.

## Il museo civico diocesano
Allestito attualmente nella cripta della Cattedrale e in aule della vecchia sacrestia, si divide in:
- I - Sala:

Nella prima sezione sono sistemati i reperti di epoca romana:
- - Lastra a bassorilievo con Lotta tra gladiatori (II - III secolo), in pietra.
  - Lapide funeraria romana con raffigurati Tre defunti (una donna e due uomini).
- II - Cripta:

La cripta, nella sua conformazione planimetrica originale, rappresenta l'antica chiesa cristiana dell'VIII secolo, sorta sulle rovine di un tempio romano dedicato alla dea Vesta. All'interno si possono ammirare:
- - Tre frammenti di Pluteo con motivi geometrici (VIII - IX secolo), provenienti dalla Concattedrale.
  - Dipinti murali (seconda metà del XIII - prima metà del XIV secolo), ad affresco, raffiguranti:
  - Annunciazione, Evangelisti;
  - Crocifissione di Gesù Cristo, Madonna con Gesù Bambino in trono, Sant'Antonio abate.
- III - Sala

Nella sala sono esposti:
- - Lastra a bassorilievo con Duello di cavalieri detta Ordalia (XII - XIII secolo), in pietra.
  - Telamone raffigurante Adamo (XII - XIII secolo), in pietra calcarea.
  - Cariatide raffigurante Eva (XII - XIII secolo), in pietra calcarea.
  - Campana del monastero di Santa Maria di Colleromano (1490), in bronzo.
  - Madonna con Gesù Bambino (XVI secolo), proveniente da una nicchia esterna della Concattedrale.
- IV - Salone

Il salone, o refettorio, secondo alcune ipotesi è da identificare con l'antica Chiesa di Santa Maria degli Angeli. L'ambiente presenta una volta ogivale e al suo interno si possono ammirare:
- - Lastra a bassorilievo con Cervo che divora il serpente, a sua volta azzannato da un lupo (XI - XII secolo), in pietra.
  - Elementi architettonici, in pietra, raffiguranti:
  - Gesù Cristo risorto (XIII secolo);
  - Arciere tra tralci e grappoli d'uva (XIII secolo);
  - Grifone e animali fantastici
  - Testa a tre facce (XVI secolo): questa raffigurazione indicava simbolicamente la Trinità.
  - Coppia di leoni (XIII - XIV secolo), in pietra, resti di una cattedra episcopale.
  - Madonna tra angeli (XV secolo), affresco.
  - San Pietro con una processione di incappucciati che accompagnano il condannato a morte (XV secolo), affresco.
  - Quattro lastre a bassorilievo (XIV secolo), in pietra, resti di un ambone o della facciata dell'antica chiesa, raffiguranti Simboli degli Evangelisti:
  - Angelo di san Matteo;
  - Leone di san Marco;
  - Toro di san Luca;
  - Aquila di san Giovanni.

Piano terra
- I - Sala degli Argenti Sacri

La sala custodisce preziosi oggetti di oreficeria sacra dal XIV al XVIII secolo. Di rilievo:
- - Croce d'altare (XIV secolo), in argento dorato con smalti traslucidi, attribuita all'orafo pennese Giovanni d'Angelo.
  - Giuseppe Sammartino, Modellino della città di Penne (1756), bronzo dorato
  - Croce processionale (prima metà del XV secolo), in argento, attribuita a Nicola da Guardiagrele, proveniente dalla Collegiata di San Giovanni Evangelista. Essa presenta:
  - nel lato anteriore, Gesù Cristo crocifisso, Dio Padre, santa Maria Maddalena, Madonna e san Giovanni evangelista;
  - nel lato posteriore, Gesù Cristo redentore ed evangelisti.
  - Reliquiario a cofanetto esagonale di san Biagio con coperchio a cuspide con raffigurate Allegorie delle Virtù (1576), in avorio ed ebano intarsiato, **opera della bottega veneziana degli Embriachi.
  - Reliquiario a busto di san Massimo nell'atto di reggere la città di Penne (XVII secolo), in legno policromo.
  - Busto di san Massimo (1756), in lamina d'argento fuso e cesellato, opera del napoletano Giuseppe Sammartino: questa venne trafugata nel 1982 e di essa rimangono solo alcune parti accessorie come:
  - Modellino della città di Penne, in bronzo dorato.
- II - Sala delle Sculture e dei Dipinti

Nella sala si conservano dipinti e sculture, tra cui spiccano:
- - Gesù Cristo crocifisso (XIV secolo), in legno, proveniente dal Convento dei Celestiniani.
  - Madonna con Gesù Bambino (fine del XV secolo), in legno policromo e dorato, attribuito a Silvestro dell'Aquila.
  - Madonna con Gesù Bambino tra san Giovannino, san Rocco e san Sebastiano (inizio XVII secolo), olio su tela, di scuola umbra, proveniente dalla Chiesa di San Domenico.
  - Pala d'altare di san Giovanni Battista (1617), olio su tela, opera del pittore abruzzese Samberlotti di Montorio.

Inoltre, nella sala è esposta:
- - Coltre funebre detto Copertone di Gesù Cristo morto (1861), in velluto nero ricamata in oro ed argento, realizzata dalle suore del Monastero di Santa Chiara, proveniente dalla Chiesa dell'Annunziata e commissionata dalla famiglia Assergi: questa viene ancora oggi utilizzata durante la processione del Venerdì Santo.
- III - IV, Sale dei Codici e dei Paramenti sacri

Le sale espongono pregevoli codici miniati e paramenti sacri, fra cui si notano:
- - Antifonari (XIV secolo), in pergamena, provenienti dal Convento di San Domenico.
  - Documenti storici (X al XVIII secolo), in pergamena. Di rilievo:
  - Pergamena che stabilisce un privilegio dell'imperatore Ottone I a favore dell'arcivescovo di Penne.
  - Bolla in oro dell'imperatore Federico II di Svevia (1219), inviata all'arcivescovo di Penne.
  - Paramenti liturgici, databili dal XIV al XIX secolo.